# The Heroic Legend of Arslan
The Heroic Legend of Arslan (jap. アルスラーン戦記, Arusurān Senki) ist eine Manga-Serie der japanischen Zeichnerin Hiromu Arakawa nach einer Geschichte von Yoshiki Tanaka. Sie basiert auf der Romanreihe Arslan Senki, die seit 1986 in Japan erscheint und bereits früher als Manga und Anime adaptiert wurde. Auch zu dieser neueren Umsetzung erschien wiederum 2015 und 2016 eine Anime-Fernsehserie.

## Inhalt
Die Serie handelt vom jungen Prinzen Arslan von Pars, dessen Vater durch einen Verrat den Thron verloren hat. Das Nachbarland Lusitania hält nun die Hauptstadt Ekbatana besetzt und der mysteriöse Fürst mit der Silbermaske greift nach dem Thron, während Arslan sich versteckt hält. Gemeinsam mit seinen Dienern Elam und Daryun und General Narsus will er die Besatzer vertreiben und das Erbe seines Vaters antreten. Während ihres Kampfes schließen sich ihnen die Priesterin Falangis und der Musiker Gieve an. Während Arslan im Fürsten Hodir einen Verbündeten sucht, dem er jedoch auch Zugeständnisse machen muss, sind sich auch seine Feinde uneins und der Fürst mit der Silbermaske plant im eigenen Interesse auch gegen seine früheren Verbündeten.

## Veröffentlichung
Die Serie erscheint seit Juli 2013 im Magazin Bessatsu Shōnen Magazine bei Kōdansha. Die Kapitel wurden auch in bisher 22 Sammelbänden herausgebracht (Stand: März 2025). Die Bände verkauften sich in den ersten Wochen nach Veröffentlichung etwa 400.000 bis 500.000 mal.
Eine deutsche Übersetzung erscheint seit Oktober 2016 bei Carlsen Manga mit bisher 20 Bänden. Außerdem wird eine englische Fassung bei Crunchyroll online veröffentlicht, eine französische von Kurokawa, eine spanische von Norma Editorial und eine chinesische von Tong Li Publishing.

## Anime-Adaption
Eine Adaption des Mangas entstand ab 2015 bei Liden Films unter der Regie von Noriyuki Abe nach einem Konzept von Makoto Uezu. An der ersten Staffel war auch das Sanzigen Animation Studio beteiligt. Die Drehbücher schrieben neben Makoto Uezu auch Kōjirō Nakamura und Tōko Machida. Das Charakterdesign entwarfen Kazuo Watanabe und Ushio Tazawa und die künstlerische Leitung lag bei Tadashi Kudo.
Die erste Staffel mit 25 Folgen wurde vom 5. April bis 27. September 2015 von MBS in Japan gezeigt. Universal Studios fertigte eine englische Synchronfassung an und veröffentlichte diese auf DVD, während Funimation Entertainment den Anime per Streaming herausbrachten. Wakanim streamte eine französische Fassung, die auch vom Fernsehsender Mangas gezeigt wurde, und der Sender Canal+ Series zeigte eine spanische Übersetzung. Untertitelte Versionen wurden, auch auf Deutsch, von der Plattform Viewster per Streaming veröffentlicht.
Die zweite Staffel mit acht Folgen wurde vom 3. Juli bis 21. August 2016 von MBS gezeigt. Auch dieser Teil wurde von FUNimation Entertainment und Wakanim per Streaming übertragen.

### Synchronisation
| Rolle      | Japanische Stimme |
| ---------- | ----------------- |
| Narsus     | Daisuke Namikawa  |
| Gieve      | Kenn              |
| Falangies  | Maaya Sakamoto    |
| Elam       | Natsuki Hanae     |
| Daryun     | Yoshimasa Hosoya  |
| Arslan     | Yūsuke Kobayashi  |
| Silvermask | Yūki Kaji         |

### Musik
Die Musik der Serie wurde komponiert von Taro Iwashiro. Die Vorspanntitel sind:
- Boku no Kotoba de wa Nai Kore wa Boku-tachi no Kotoba (僕の言葉ではない これは僕達の言葉) von Uverworld
- Uzu to Uzu (渦と渦) von Nico Touches the Walls
- Tsubasa (翼) von Eir Aoi

Für den Abspann verwendete man die Lieder:
- Lapis Lazuli (ラピスラズリ) von Eir Aoi
- One Light von Kalafina
- blaze von Kalafina

## Videospiele
2015 erschien ein Kampfspiel für PlayStation 3 und PlayStation 4 zu The Heroic Legend of Arslan. Dessen Handlung basiert auf der ersten Staffel der Fernsehserie.